# Броніслав Фіхтель
Броніслав Фіхтель (пол. Bronisław Piotr Fichtel, нар. 11 листопада 1896, Ходорів, Австро-Угорщина — пом. 1 вересня 1939, Львів, Польща) — польський футболіст, захисник.

## Із біографії
Народився 11 листопада 1896 у місті Ходорів. Футбольну кар'єру розпочав у львівській команді «Погонь». Грав на позиції захисника. З 1919 по 1921 - гравець столичної «Полонії». Наступні два сезони провів у складі «Чарні» (Львів). З 1923 по 1933 рік виспупав за найсильніший клуб Львова того часу - «Погонь». У його складі тричі здобував титул чемпіона Польщі. 
За національну збірну провів два матчі. Перший - 19 липня 1925, проходив у Кракові. Польські футболісти поступилися збірній Угорщини (0:2). У цьому поєдинку брали участь дев'ять гравців львівської «Погоні» (Еміль Герліц, Владислав Олеарчик, Броніслав Фіхтель, Кароль Ганке, Юзеф Слонецький, Мечислав Бач, Вацлав Кухар, Юзеф Гарбень і Людвік Шабакевич) та два представники краківської «Вісли». В останньому - 12 вересня 1926, у Львові, збірна Польщі перемогла команду Туреччини з рахунком 6:1.  
Помер 1 вересня 1939 року, на 43-му році життя, у Львові.

## Досягнення
- Чемпіон Польщі (3): 1923, 1925, 1926

## Статистика
Статистика виступів у збірній:
| №1 19 липня 1925 |

| Польща | 0 : 2 | Угорщина                   |
| ------ | ----- | -------------------------- |
|        | Звіт  | Вінклер 59' Хольцбауер 78' |

| «Вісла» (Краків) Глядачів: 8 000 Арбітр: Євген Браун (Австрія) |

Польща: Еміль Герліц, Владислав Олеарчик, Казімеж Качор, Броніслав Фіхтель, Вітольд Герас, Кароль Ганке, Юзеф Слонецький, Мечислав Бач, Вацлав Кухар (), Юзеф Гарбень, Людвік Шабакевич. 
| №2 12 вересня 1926 |

| Польща                                          | 6 : 1 | Туреччина  |
| ----------------------------------------------- | ----- | ---------- |
| Бач 27', 77' Балчер 48' Штоєрманн 50', 68', 71' | Звіт  | Байдар 86' |

| ім. Пілсудського (Львів) Глядачів: 10 000 Арбітр: Франтішек Чейнар (Чехословаччина) |

Польща: Стефан Доманьський, Владислав Карасяк, Ізидор Редлер (Францішек Гєбартовський, 46), Людвік Шнайдер, Вацлав Кухар, Броніслав Фіхтель, Ян Дурка, Зигмунд Штоєрманн, Мечислав Бач, Юзеф Гарбень (), Мечислав Бальцер.